# 탁소연
탁소연은 대한민국의 작사가이다.

## 작사한 노래
- 1957년 <닐리리 맘보>
- 1959년 <찾아온 산장>
- 1962년 <밤은 깊은데>
- 1967년 <불태우리다>
- 1967년 <산천이 변하여도>
- 1967년 <눈물의 구포다리>